# Italská komunistická strana
Italská komunistická strana (italsky Partito Comunista Italiano, zkr. PCI) byla italská komunistická strana. 

## Historie
Vznikla roku 1921 odtržením od Italské socialistické strany. V letech 1921–1926 nesla jméno Komunistická strana Itálie (italsky Partito Comunista d'Italia).
Přes původní oddanost leninismu se strana postupem času přeorientovala k eurokomunismu (tento proces byl usnadněn specifickým dědictvím Gramsciho komunismu), a to zejména pod vedením Enrica Berlinguera. PCI patřila mezi nejsilnější komunistické strany v tzv. západním bloku.

## Zánik strany
Italská komunistická strana zanikla roku 1991 rozpadem na Demokraty levice (Democratici di Sinistra), kteří přijali proces sociální demokratizace, a eurokomunistickou formaci, která se později rozpadla, čímž vznikla Strana italských komunistů a Strana komunistické obnovy.